# Lammassaari (ö i Södra Savolax, S:t Michel, lat 61,65, long 26,65)
Lammassaari är en ö i Finland. Den ligger i sjön Vahvajärvi och i kommunen Hirvensalmi i den ekonomiska regionen  S:t Michel och landskapet Södra Savolax, i den södra delen av landet, 190 km nordost om huvudstaden Helsingfors. Öns area är 1,8 hektar och dess största längd är 410 meter i nord-sydlig riktning.